# Chordifex monocephalus
Chordifex monocephalus är en gräsväxtart som först beskrevs av Robert Brown, och fick sitt nu gällande namn av Barbara Gillian Briggs. Chordifex monocephalus ingår i släktet Chordifex och familjen Restionaceae. Inga underarter finns listade i Catalogue of Life.